# 皮丘加农村居民点
皮丘加农村居民点（俄语：Пичужинское сельское поселение）是俄罗斯联邦伏尔加格勒州杜博夫卡区所属的一个农村居民点。其下辖有2个居民点，行政中心为皮丘加。据2016年统计，该农村居民点的人口为1817人。